# Vargsillfiskar
Vargsillfiskar (Chirocentridae) är en familj av rovfiskar som består av ett släkte med två arter.
Arterna blir ungefär en meter långa och har en silveraktig färg med blå rygg. Mellan käkarna finns långa spetsiga tänder.
Arten Chirocentrus dorab förekommer i varma kustregioner från Röda havet till Japan och Australien.
Arten Chirocentrus nudus har samma utbredningsområde och arterna är därför svårt att skilja från varandra. Den sistnämnda äter bredvid fiskar även krabbor.